# Reluz (álbum)
Reluz es el título del tercer álbum de estudio grabado por la cantante hispano-británica Jeanette. Fue lanzado al mercado bajo el sello discográfico RCA Víctor en junio de 1983. El álbum Reluz fue producido por Eduardo Lages y coproducido por Ed Wilson y grabado en estudios musicales de Río de Janeiro y Madrid.
El álbum sigue el estilo musical bossa nova y produjo los sencillos «Reluz» y «Con qué derecho», ambos con desempeño moderado en Los 40 Principales de España. Reluz debió prolongar el éxito de la cantante tras el desempeño de Corazón de poeta (1981), pero no lo consiguió y obtuvo críticas mixtas al tener canciones llenas de «sabor» pero que «no aportan» a sus éxitos pasados.

## Antecedentes y grabación
El álbum Corazón de poeta produjo ventas importantes en Sudamérica y la aceptación de Jeanette en Brasil por lo que la producción del siguiente disco se enfoco en ese subcontinente. En una publicación de la revista Billboard se dijo que nuevamente Manuel Alejandro produciría un álbum para la cantante, pero quedó descartado cuando fue enviada a grabar a Río de Janeiro en enero de 1983.
RCA no acorto los gastos de producción ya que el álbum debía superar a su antecesor y consolidar la fama de Jeanette en Brasil. Las sesiones de grabación se dieron en los Estudios RCA y Estudio Transamérica ubicados en Río de Janeiro, su masterización fue en los Estudios Kirios y Estudios Gramola de Madrid y contó con la producción de Eduardo Lages y Edson Vieira de Barros "Ed Wilson". Se invitó al grupo Roupa Nova para la instrumentación de todos los temas en los géneros del bossa nova. La sesión de fotos para la portada del álbum fue dirigida por Antonio Molina y el concepto de diseño por Antonio Lax.

## Composición
El contenido de Reluz causó la búsqueda de nuevos sonidos como el bossa nova que acompañó la parte rítmica de las canciones y renovaron el estilo romántico de la cantante. Una reseña del diario ABC de España manifiesta que Jeanette «alambico en el empeño [de] la frescura de su voz que sigue igual de cálida, entrañable, romántica y sugerente» y señaló que la canción «Casita blanca» hace «pensar en las cosas pequeñas y hermosas de la vida cotidiana». Según Julián Molero de lafonoteca en el álbum hay «canciones remarcables» como «Reluz» o el «trufado de samba» en «Más de cien sentidos» al tener una «letra insinuante y una música que traslada directamente a playas cariocas iluminadas por las primeras luces nocturnas». Para Molero el tema «No me fio más» es «original» al ser una «piececita pop cargada de ingenuidad en las voces y acompañada con un saxo bullidor». Jeanette compuso en portugués «De tanto procurar» junto a Carlos Colla y Eduardo Lages que se titula «Gracias a ti» en español.
Reluz recoge canciones publicadas en Brasil. El tema «Reluz» fue un hit radial del cantante Marcos Sabino que certificó disco de oro en 1982. «Casita blanca» fue un sencillo del cantante Gilson Vieira Da Silva compuesto por él, Joran Ferreira Da Silva y Marcelo Costa Santos como «Casinha branca». El repertorio de temas son de origen brasileño compuesto en su gran parte por Ed Wilson y adaptadas al español por Luis Gómez Escolar.

## Recepción

### Crítica
Reluz posee crítica mixta. Entre las positivas, el diario La Vanguardia Española indica que Jeanette presta «encanto» a su «voz aniñada y candorosa, que no cambia con los años». En comentarios del diario ABC se dice que en Reluz esta «esa Jeanette capaz de sentir y hacer sentir múltiples sensaciones», además que sus canciones están llenas de «sabor, brillantes como el sol brasileño». El periodista Jesús María Amilibia dijo que en el disco Jeanette es «más madura y breve» al ya no cantar canciones como «Soy rebelde».
Por otra parte Julián Molero de lafonoteca le dio una crítica negativa al encontrar un trabajo «desigual» al haber «las mismas baladitas de siempre [...] que poco o nada aportan a las que anteriormente había grabado la cantante» y concluye que «una vez más se cumplía la maldición que siempre persiguió» a Jeanette al promocionar un disco exitoso «sobrevenía otro de fracaso». Molero le dio tres estrellas de cinco. Anje Ribera de El Diario Montañés indica que Reluz intentó repetir la fórmula de Corazón de poeta sin éxito. Marcos Gendre de El Salto explica que el «aura» de Jeanette «se fue apagando poco a poco» por su aparatosa incursión en el «saudade carioca» y su presencia fue «tapiada» por la movida madrileña de esos años. Felipe Cabrerizo indicó que este disco no encontró un público y por alguna razón terminó fracasando.
El periódico español 20 minutos en su versión digital convocó a sus lectores escoger las mejores canciones de Jeanette y en listado aparecen «Con qué derecho», «Casita blanca» y «Gracias a ti».

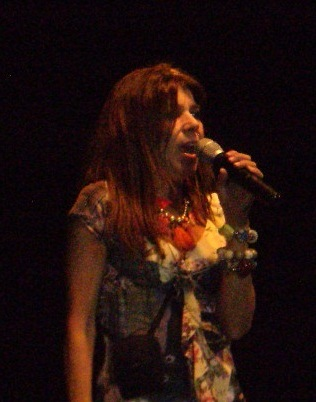
Jeanette cantando «Con qué derecho» (2011).

### Comercial
Reluz se editó en España, Estados Unidos y Sudamérica. En la versión del álbum para Brasil se incluyen los temas «Boa noite amor» y «De tanto procurar». Jeanette lo presentó junto con su discográfica RCA en Guetaria, España y también viajó a Miami para exponerlo. La cantante interpretó «Reluz» y «Casita blanca» en el programa musical A su aire de TVE en agosto de 1983. Jeanette actuó en los programas de Radio 5 y Radio Barcelona.
Reluz produjo dos sencillos. El primero, «Reluz» contó con promoción radiofónica en Sudamérica y España. En el conteo de Los 40 Principales llegó a la posición quince. Julián Molero afirmó que este sencillo es lo mejor de Reluz ya que se escucha con agrado. El segundo, «Con qué derecho» se lanzó en España y México. En el conteo de Los 40 Principales alcanzó la posición treinta y cinco. Molero comento que en el sencillo están los «temas más flojos» del disco aunque destaca la «originalidad [de «No me fio más»] dentro del estilo habitual de la cantante». En 2015 la discográfica independiente Plastilina Records produjo el disco digital Contemplaciones: Homenaje Iberoamericano a Jeanette el cual le rinde tributo a la música de Jeanette y el grupo peruano Gomas hace la versión de este tema. Tras su promoción Reluz no consiguió ventas comerciales importantes y en los últimos años Jeanette se ha referido a él como un disco «que quizás lo dé a conocer».

## Lista de canciones
Lado "A"

| N.º | Título             | Escritor(es)                                                      | Duración |  |
| 1.  | «Reluz»            | Marcos Sabino                                                     | 3:55     |  |
| 2.  | «Buena noche amor» | Edson Vieira de Barros "Ed Wilson" · José de Ribamar "Cury" Heluy | 4:41     |  |
| 3.  | «Con qué derecho»  | Ed Wilson · Cury                                                  | 3:54     |  |
| 4.  | «Gracias a ti»     | Carlos Colla · Jeanette · Eduardo Lages                           | 3:40     |  |
| 5.  | «No me fio más»    | Ed Wilson                                                         | 3:32     |  |

Lado "B"

| N.º | Título                      | Escritor(es)                                                                  | Duración |  |
| 1.  | «Casita blanca»             | "Gilson" Vieira da Silva · "Joran" Ferreira Da Silva · "Marcelo" Costa Santos | 3:31     |  |
| 2.  | «Deixa essa gente falar»    | Serginho Herval                                                               | 2:59     |  |
| 3.  | «Sol de verano»             | Colla · Luis Alberto Ferri                                                    | 3:18     |  |
| 4.  | «Queriéndote amar de nuevo» | Eros                                                                          | 4:16     |  |
| 5.  | «Más de cien sentidos»      | Ed Wilson · Cury                                                              | 5:06     |  |

Todas las canciones fueron adaptadas al español por Luis Gómez-Escolar.
| Versión brasileña |                             |                          |          |  |
| N.º               | Título                      | Escritor(es)             | Duración |  |
| 1.                | «Boa noite amor»            | Ed Wilson · Cury         | 4:41     |  |
| 2.                | «Reluz»                     | Sabino                   | 3:55     |  |
| 3.                | «Con qué derecho»           | Ed Wilson · Cury         | 3:54     |  |
| 4.                | «Gracias a ti»              | Colla · Jeanette · Lages | 3:40     |  |
| 5.                | «No me fio más»             | Ed Wilson                | 3:32     |  |
| 6.                | «Más de cien sentidos»      | Ed Wilson · Cury         | 5:06     |  |
| 7.                | «De tanto procurar»         | Colla · Jeanette · Lages | 3:40     |  |
| 8.                | «Casita blanca»             | Gilson · Joran · Marcelo | 3:31     |  |
| 9.                | «Deixa essa gente falar»    | Serginho                 | 2:59     |  |
| 10.               | «Sol de verano»             | Colla · Ferri            | 3:18     |  |
| 11.               | «Queriéndote amar de nuevo» | Eros                     | 4:16     |  |

### Formatos
| Año  | Formato | Descripción |
| ---- | ------- | --- |
| 1983 | Vinilo  | Incluye las 10 canciones del álbum. Su distribución fue en Argentina, Chile, Colombia, Ecuador, Perú, Costa Rica, El Salvador, Guatemala, Honduras, Panamá, España, México y Venezuela. La versión para Brasil cuenta con 11 canciones. |
| 1983 | Casete  | Incluye las 10 canciones del álbum. Su distribución fue en España. |

## Créditos y personal
- Grabación: Estudios RCA y Estudio Transamérica, ambos en Río de Janeiro, Brasil.
- Masterización: Estudios Kirios y Estudios Gramola, ambos en Madrid, España.

| Instrumentación - Jeanette: artista principal, voz, coros - Roupa Nova: música, coros - José Luis Sanesteban: piano, ayudante de ingeniería de sonido Diseño - Antonio Lax: dirección artística - Antonio Molina: fotografía | Composición y producción - Eduardo Lages: producción, arreglos - Ed Wilson: producción, coros - Carlos Martos: ingeniería de sonido - Flavinho Tinto: ingeniería de sonido - Luis Gómez Escolar: adaptación del portugués al español |

Compañías discográficas
- RCA Victor: compañía discográfica, propietario de derechos de autor.

Fuentes: Discogs y notas del álbum.